# Patricia McFadden
Pour les articles homonymes, voir McFadden.
Patricia McFadden, née en 1952, est une féministe radicale, sociologue, essayiste, enseignante, et éditrice de l'Eswatini. Elle est aussi une militante anti-apartheid. McFadden  travaille au sein des mouvements des femmes en Afrique et dans le monde. Elle intervient comme rédactrice en chef de Southern African Feminist Review et de African Feminist Perspectives. Elle enseigne, et défend au niveau international le point de vue des femmes. Elle sert en tant que professeur dans différentes universités et travaille également en tant que consultante féministe, soutenant les actions des femmes dans la création sur le plan institutionnel d'espaces féministes durables à l'intérieur de l'Afrique Australe.

## Biographie
Elle fréquente l'Université du Botswana et de l'Eswatini dans les domaines de la politique, de l'administration, de l'économie et de la sociologie des mineurs. Elle passe également à l'Université de Dar es Salaam pour une maîtrise en sociologie. Elle reçoit un doctorat à l'Université de Warwick au Royaume-Uni en 1987.
Elle  travaille ensuite au sein du programme de l'Institut d'études politiques régional d'Afrique australe (SARIPS) au Zimbabwe. Elle devient rédactrice du Southern African Féminist Review,à partir de 1995, et exerce comme directrice du Centre d'études féministes à Harare, au Zimbabwe. Elle enseigne également en Politique sociale, un programme mis en place par la SARIPS. Elle est expulsée par les autorités zimbabwéennes en 1997. Elle devient doyen international à  l'Université internationale des Femmes (IFU) de 1998 à 2000, à Hanovre.  Elle sert en tant que professeur à l'Université Cornell, au Spelman College, à l'Université de Syracuse et au Smith College, aux États-Unis.

## Contributions
Souvent qualifiée de féministe radicale, elle a présenté de nombreuses communications dans des universités, des conférences et des séminaires à l'échelle internationale en Norvège, en Suède, au Danemark, en Namibie, en Afrique du Sud, au Ghana, à Djibouti, au Kenya, en Ouganda, au Brésil, en Chine, en Allemagne, en Éthiopie, au Royaume-Uni et dans d'autres pays. En tant qu'essayiste, ses domaines d'analyse principaux sont: la sexualité, la santé reproductive et sexuelle, l'identité, les violences sexuelles et la citoyenneté pour les femmes africaines, ,,.

## Principales publications

### Essais
- Becoming Postcolonial: African Women Changing the Meaning of Citizenship - 2005
- Challenging HIV and AIDS: Resistance and Advocacy in the Lives of Black Women in Southern Africa,
- War Through a Feminist Lens
- Between a Rock and a Hard Place: Positioning Feminism in the ‘Africa Debate,’ and ‘Patriarchy'
- Sexuality and Globalization

### Ouvrages
- Gender in Southern Africa: A Gendered Perspective (Sapes Books)- 1998
- Reflections on Gender Issues in Africa (Sapes Books) - 1999
- Reconceptualizing the Family in a Changing Southern African Environment, avec Sara C. Mvududu (Africa Institute of South Africa)- 2001[7].

## Récompenses
Elle se voit attribuer en 1999 le prix Hellman/Hammett des droits humains (Human Rights Watch), un prix qui reconnaît le courage des écrivains du monde qui ont été les cibles de persécution politique,.